# 比森魏爾湖
47°40′36″N 10°02′43″E / 47.676530°N 10.045294°E
比森魏爾湖（德語：Biesenweiher），是德國的湖泊，位於該國西南部，由巴登-符騰堡州負責管轄，處於阿爾高地區伊斯尼，面積0.01平方公里，海拔高度733米，平均水深1.1米，最大水深2.2米，水體容量9,800立方米。